# شاه عقرب (فیلم ۲۰۰۲)
شاه عقرب (به انگلیسی: The Scorpion King) یک فیلم اکشن، ماجراجویانه و فانتزی آمریکایی محصول سال ۲۰۰۲ به کارگردانی چاک راسل با بازی دوئین جانسون، استیون برند، کلی هو، برنارد هیل، گرانت هسلو، پیتر فاسینلی و مایکل کلارک دانکن است. این پیش‌درآمد و اسپین‌آف مجموعه فیلم‌های مومیایی و آغازگر مجموعه فیلم‌های شاه عقرب است. این اولین فیلمی است که جانسون در آن نقش اصلی را دارد. فیلم نقدهای متوسطی دریافت کرد و، با وجود بودجه ۶۰ میلیون دلاری، حدود ۱۸۰ میلیون دلار در سراسر جهان فروخت.
وقایع فیلم پنج هزار سال قبل از وقایع فیلم‌های مومیایی و بازگشت مومیایی رخ می‌دهد و در آن پیشینه ماتایوس و چگونگی به قدرت رسیدن او و تبدیل شدن به پادشاه عقرب افسانه‌ای به تصویر کشیده می‌شود. این نام برگرفته از یک پادشاه تاریخی در دوره پیش‌دودمانی مصر، عقرب دوم، است.

## داستان
این فیلم با الهام از داستان یک جنگجوی افسانه‌ای مصری با نام «شاه عقرب» ساخته شده‌است. داستان در ۵۰۰۰ سال پیش در شهر بدنامی به نام گموراه اتفاق می‌افتد. در این شهر فرمانروایی بدکار وجود دارد که تصمیمی گرفته تا تمام چادر نشینان صحرا را از بین ببرد. تعداد کمی از قبایل باقیمانده که هرگز با هم متحد نبوده‌اند، بایستی بهم بپیوندند یا اینکه نابود شوند...

## بازیگران
- دوئین جانسون در نقش ماتایوس اکدی / شاه عقرب
- استیون برند در نقش ممنون
- کلی هو در نقش کاساندرا / غیبگو
- گرانت هسلو در نقش آرپید
- برنارد هیل در نقش فیلوس
- مایکل کلارک دانکن در نقش بالتازار
- پیتر فاسینلی در نقش تاکمت
- رالف مولر در نقش توراک
- برانزکومب ریچموند در نقش جسوپ
- راجر ریس در نقش شاه فرون
- شری هاوارد در نقش ملکه آیسیس
- کونراد رابرتس در نقش سردسته
- جوزف راسکین در نقش رئیس قبیله

## موسیقی متن
| بررسی انتقادی | بررسی انتقادی |
| منبع          | رتبه‌بندی      |
| ------------- | ------------- |
| آل‌میوزیک      | [ ۳ ]         |

موسیقی متن شاه عقرب در ۲۶ مارس ۲۰۲۲، قبل از اکران فیلم در ۱۹ آوریل، منتشر شد. این پر از گروه‌های مختلف است که آهنگ‌های منتشر شده قبلی یا B-side های خود را اجرا می‌کنند. این آلبوم از سوی آرآی‌ای‌ای گواهی‌نامهٔ طلا دریافت کرده‌است.

## انتشار

### شبکه خانگی
شاه عقرب در ۱ اکتبر ۲۰۰۲ بر روی دی‌وی‌دی و وی‌اچ‌اس منتشر شد و بعداً در ۲۲ ژوئیه ۲۰۰۸ بر روی دیسک بلوری منتشر شد، که یکی از اولین عناوین یونیورسال بود که در آن فرمت منتشر شد و در ۱۸ ژوئن ۲۰۱۹ با کیفیت ۴کی منتشر شد.

### بازی ویدیویی
دو بازی ویدئویی براساس این فیلم ساخته شد: شاه عقرب: ظهور اکدی (به انگلیسی: The Scorpion King: Rise of the Akkadian) برای نینتندو گیم‌کیوب و پلی‌استیشن ۲، که حکم پیش‌درآمد فیلم اصلی را داشت؛ و دنباله‌ای به نام شاه عقرب: شمشیر اوزیریس (به انگلیسی: The Scorpion King Sword of Osiris)، برای گیم بوی ادونس، که در آن کاساندرا توسط جادوگر و نوکر بی‌رحم منتو، آیسیس جادوگر (با ملکه ایزیس از فیلم اشتباه گرفته نشود)، ربوده شده و ماتایوس را وادار می‌کند تا برای کشف شمشیر افسانه‌ای ازیریس و استفاده از آن برای شکست منتو و ایسیس یک بار برای همیشه و نجات کاساندرا تلاش کند.

## دنباله‌ها
- شاه عقرب ۲: ظهور یک جنگجو (۲۰۰۸)
- شاه عقرب ۳: نبرد برای رستگاری (۲۰۱۲)
- شاه عقرب ۴: تلاش برای قدرت (۲۰۱۵)
- شاه عقرب ۵: کتاب ارواح (۲۰۱۸)